# Mikrópolis
Mikrópolis är en ort i Grekland.   Den ligger i prefekturen Nomós Drámas och regionen Östra Makedonien och Thrakien, i den nordöstra delen av landet, 400 km norr om huvudstaden Aten. Mikrópolis ligger 363 meter över havet och antalet invånare är 1 094.
Terrängen runt Mikrópolis är kuperad västerut, men österut är den bergig. Runt Mikrópolis är det ganska glesbefolkat, med 25 invånare per kvadratkilometer. Närmaste större samhälle är Prosotsáni, 12,7 km öster om Mikrópolis. I omgivningarna runt Mikrópolis växer i huvudsak blandskog.